# Charles Proteus Steinmetz
Charles Proteus Steinmetz (Breslavia, 9 aprile 1865 – Schenectady, 26 ottobre 1923) è stato uno scienziato, matematico e ingegnere elettrotecnico tedesco naturalizzato statunitense.
Elaborò attraverso l'invenzione dei fasori l'impianto teorico della corrente alternata, di cui promosse anche l'utilizzo rendendo possibile l'espansione dell'industria elettrica negli Stati Uniti e fece importanti scoperte nel campo dell'isteresi.

## Biografia

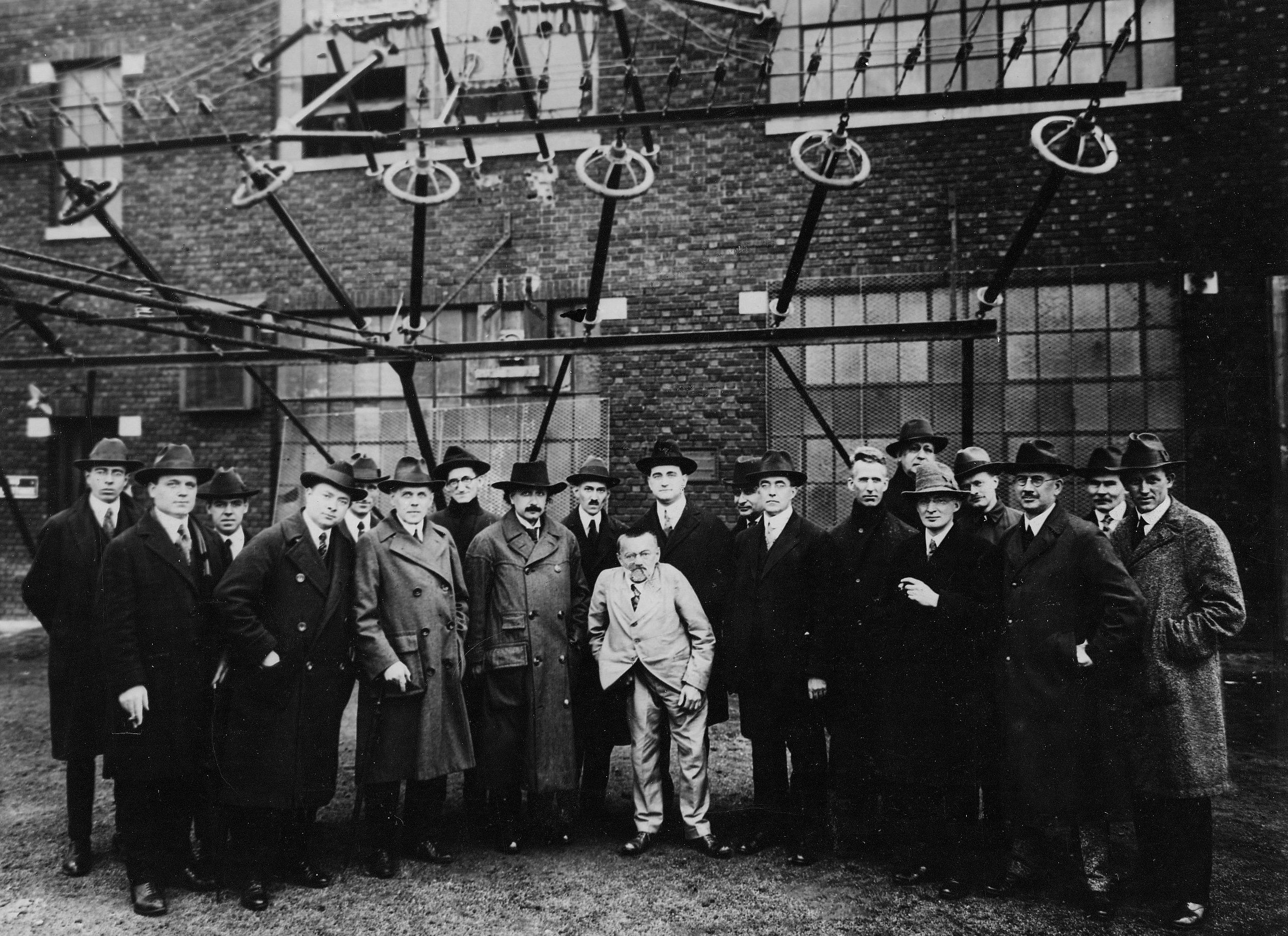
Steinmetz alla Marconi Company con Albert Einstein e altri studiosi nel 1921

Steinmetz nacque come Carl August Rudolph Steinmetz da Carl Heinrich Steinmetz in Breslavia, nella provincia di Slesia (allora facente parte della Germania), il 9 aprile 1865. Steinmetz soffriva di nanismo, gobba e displasia dell'anca, come suo padre e suo nonno.
Egli frequentò il Johannes Gymnasium e sbalordì i suoi insegnanti con il suo profitto in matematica e fisica. Poi si iscrisse alla Università di Breslavia per conseguire la laurea di primo livello nel 1883. Egli era in predicato di terminare il suo dottorato nel 1888 quando venne messo sotto indagine da parte della polizia tedesca.
Steinmetz attirò l'attenzione delle autorità per le sue attività in un gruppo universitario socialista e per gli articoli che scrisse sul giornale locale (incontri e stampa socialisti erano stati posti fuori legge da Otto von Bismarck).  Egli scappò a Zurigo nel 1888 per sfuggire ad un possibile arresto e quando il tempo residuo per il suo permesso di soggiorno scarseggiò, emigrò negli Stati Uniti nel 1889. Poco dopo il suo arrivo, andò a lavorare per Rudolf Eickermeyer a Yonkers e fece pubblicazioni nel campo dell'isteresi magnetica.
L'azienda di Eickermeyer sviluppò i trasformatori per l'uso nella trasmissione di potenza elettrica tra diverse apparecchiature elettriche e meccaniche. Nel 1893 l'azienda di Eickermeyer, insieme con tutti i suoi brevetti e progetti, venne acquistata dalla neonata General Electric.

## Nella cultura di massa
Un famoso aneddoto riguardo a Steinmetz riguarda una consulenza che prestò allo stabilimento di Henry Ford sul River Rouge nello stato del Michigan. Nel 1965, nella rivista "Life" in un numero dedicato a Steinmetz, tale Jack B. Scott riferì che in questo stabilimento, gli ingegneri di Ford non riuscivano a risolvere alcuni problemi con un gigantesco generatore, quindi concordarono di chiamare Steinmetz per una consulenza. Al suo arrivo, Steinmetz rifiutò ogni assistenza e chiese un quaderno, una matita e una brandina. Secondo Scott, Steinmetz ascoltò il generatore e scarabocchiò dei  calcoli sul blocco note per due giorni e due notti di fila. La seconda notte chiese una scala, si arrampicò sul generatore e fece un segno di gesso sul suo lato. Poi disse agli ingegneri di rimuovere una piastra in corrispondenza del segno e di sostituire sedici avvolgimenti della bobina di campo. Lo fecero e il generatore funzionò alla perfezione. Ford era entusiasta del risultato, mentre lo fu un po' meno quando ricevette una fattura  dalla General Electric per 10.000 $: Ford riconobbe il successo, ma chiese una fattura dettagliata. Secondo Scott, Steinmetz rispose personalmente alla richiesta di Ford, scrivendo:
Knowing where to make mark 9,999$»
Sapere dove fare il segno, 9.999$.»
Ford pagò la fattura.

## Brevetti

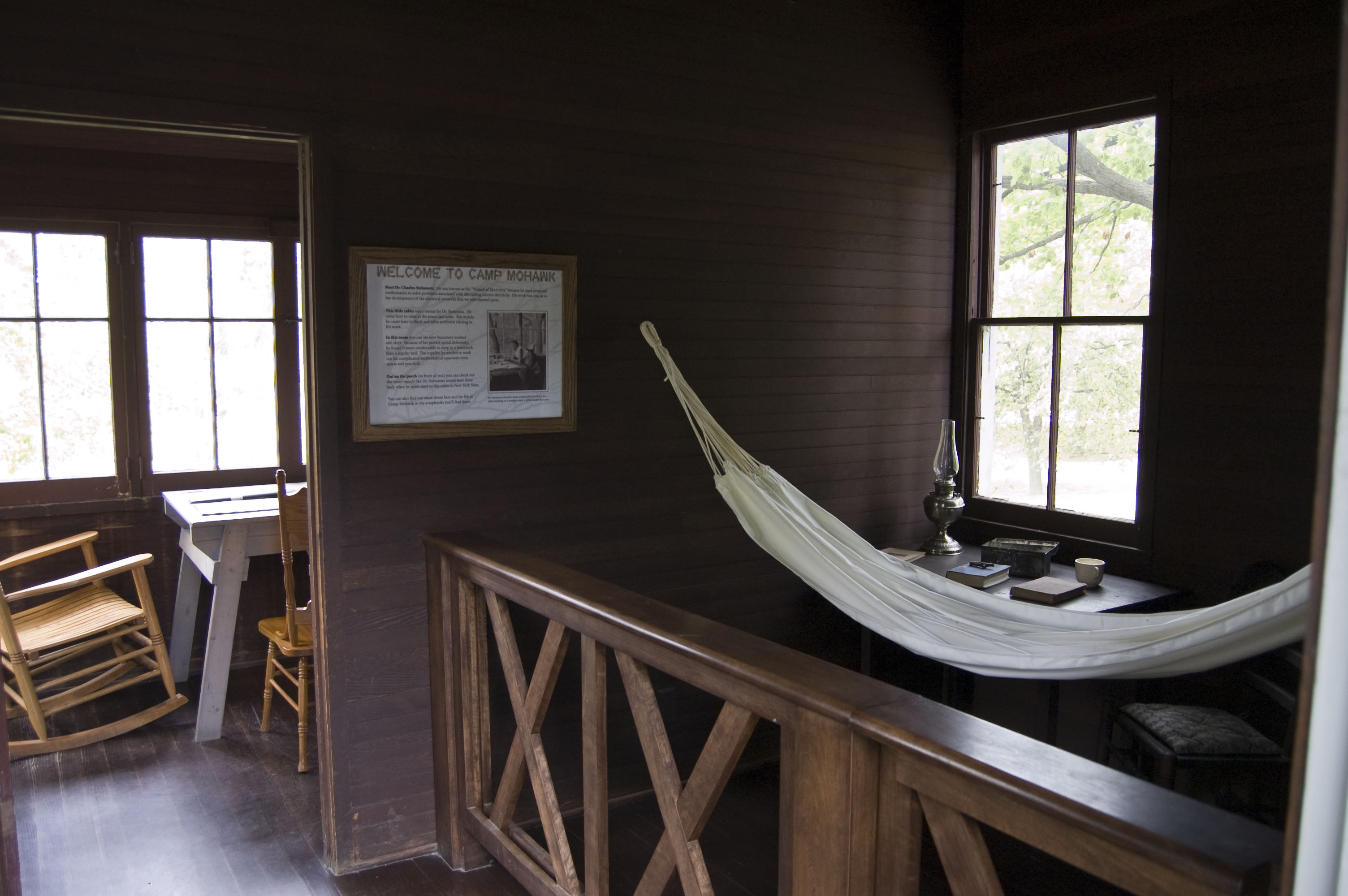
Charles Proteus Steinmetz manteneva una piccola cabina che guardava il fiume Mohawk vicino Schenectady, New York.

Al momento della sua morte, Steinmetz possedeva oltre 200 brevetti:
- Steinmetz, (EN)  US533244, United States Patent and Trademark Office, Stati Uniti d'America., "System of distribution by alternating current." 29 gennaio 1895, (Sistema di distribuzione a corrente alternata).
- Steinmetz, (EN)  US559419, United States Patent and Trademark Office, Stati Uniti d'America., "Inductor dynamo" (Dinamo ad induzione).
- Steinmetz, (EN)  US583950, United States Patent and Trademark Office, Stati Uniti d'America., "Three phase induction meter" (Misuratore ad induzione trifase).
- Steinmetz, (EN)  US594145, United States Patent and Trademark Office, Stati Uniti d'America., "Inductor dynamo" (Dinamo ad induzione).
- Steinmetz, (EN)  US714412, United States Patent and Trademark Office, Stati Uniti d'America., "Induction motor" (Motore ad induzione).
- Steinmetz, (EN)  US717464, United States Patent and Trademark Office, Stati Uniti d'America., "System of electrical distribution" (Sistema di induzione elettrica).
- Steinmetz, (EN)  US865617, United States Patent and Trademark Office, Stati Uniti d'America., "Induction motor" (Motore ad induzione).
- Steinmetz, (EN)  US1025932, United States Patent and Trademark Office, Stati Uniti d'America., "Means for producing light" 7 maggio 1912. (Mezzi per produrre la luce).
- Steinmetz, (EN)  US1042986, United States Patent and Trademark Office, Stati Uniti d'America., "Induction furnace" (Fornace ad induzione).
- Steinmetz, (EN)  US1230615, United States Patent and Trademark Office, Stati Uniti d'America., "Protective device" (Apparato di protezione).
- Steinmetz, (EN)  USRE11576, United States Patent and Trademark Office, Stati Uniti d'America., "Inductor dynamo" (Dinamo ad induzione).

## Lavori

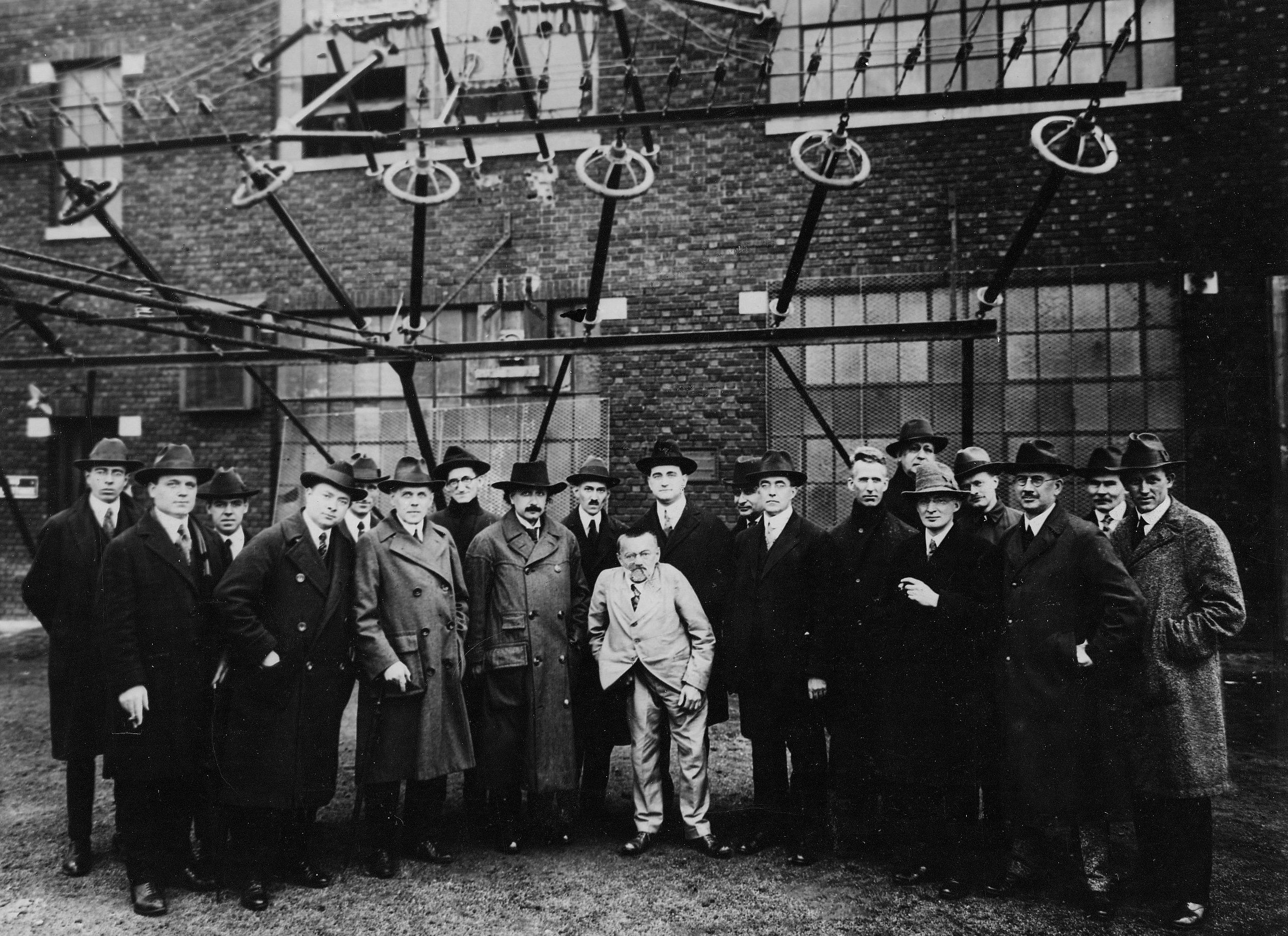
La Marconi Wireless Station (stazione radio) a Somerset, New Jersey nel 1921. Steinmetz è al centro.

- Theory and calculation of alternating current phenomena" (Teoria e calcolo dei fenomeni in corrente alternata), con l'assistenza di Ernst J. Berg, 1897.  Informazioni da questo libro sono state riprese in vari testi di ingegneria successivi.
- "The Natural Period of a Transmission Line and the Frequency of lightning Discharge Therefrom", The Electrical World, 27 agosto 1898. Pg. 203 - 205.
- Theoretical elements of electrical engineering (Elementi teorici di ingegneria elettrica), McGraw, 1902.
- Future of Electricity, Trascrizione di lezioni tenute alla New York Electrical Trade School, 1908.
- General lectures on electrical engineering (Letture generali sull'ingegneria elettrica), edito da Joseph Le Roy Hayden, Robson & Adee, 1908.
- Radiation, light and illumination: a series of engineering lectures delivered at Union college, ed. by Joseph Le Roy Hayden, McGraw-Hill, 1909
- Elementary lectures on electric discharges, waves and impulses, and other transients, 1911.
- Theory and calculation of transient electric phenomena and oscillations(Teoria e calcolo dei fenomeni e delle oscillazioni transienti elettriche), McGraw publishing company, 1911.
- America and the new epoch, Harper, c. 1916.
- Engineering mathematics; a series of lectures delivered at Union College, 1917.
- Theory and calculation of electric apparatus(Teoria e calcolo degli apparati elettrici), 1917.
- Essay on Science and Religion at Project Gutenberg. Homer Heath Nugent, 1922.
- Four lectures on relativity and space(Quattro letture sulla relatività e lo spazio), McGraw-Hill book co. inc., 1923.

## Ulteriori letture
- Charles Proteus Steinmetz: A Biography, John Winthrop Hammond, New York Century Co., 1924.
- Steinmetz and his discoverer, John Thomas Broderick, 1924.
- Loki: The Life of Charles Proteus Steinmetz, Jonathan Norton Leonard, Doubleday, 1929.
- The Little Giant Of Schenectady, Dorothy Markey, Aladdin Books, 1936.
- Sigmund A Lavine, Steinmetz, maker of lightning;, Dodd, Mead, 1955, Sigmund Lavine, Dodd & Mead, 1955.
- Modern Jupiter, John Anderson Miller, American Society of Mechanical Engineers, 1958.
- Floyd Miller, The electrical genius of Liberty Hall: Charles Proteus Steinmetz, McGraw-Hill, 1962. (noto anche come The Man Who Tamed Lightning), Floyd Miller, McGraw-Hill, 1962.
- Steinmetz the Philosopher, Ernest Caldecott, Philip Alger, 1965.
- Charles Steinmetz: Scientist and Socialist (1865-1923) Including the complete Steinmetz-Lenin correspondence, Sender Garlin, American Institute for Marxist Studies, 1977 (reprinted in Sender Garlin's 1991 Three Radicals).
- Recollections of Steinmetz - A Visit to the Workshops of Dr. Charles Proteus Steinmetz,Emil J. Remscheid, General Electric Hall of History Foundation, 1977.
- Steinmetz in Schenectady - A Picture History of Three Memorable Decades, Larry Hart, Old Dorp Books, 1978.
- Steinmetz: Engineer and Socialist, Ronald Kline, Johns Hopkins University Press, 1998.
- Una lettura postmaxwelliana dell’elettromagnetismo classico: Charles Proteus Steinmetz e la nascita della General Electric - XXIV Congresso Nazionale di Storia della Fisica e dell’Astronomia, Napoli – Avellino 3-6 giugno 2004. A.P. Morando, S. D’Agostino, S. Leva, A. Rossi

## Riconoscimenti
- Cedergren Medal (1914)